# گاومگس درشت
گاومگس درشت (Bombylius major) گونه‌ای گاومگس است. گاومگس‌ها شباهت زیادی به زنبورها دارند. گاومگس درشت ۱۴ تا ۱۸ میلی‌متر طول دارد و بدنش بسیار پرمو است. پهنای بال این حشره ۲۴ میلی‌متر است.

## نگارخانه

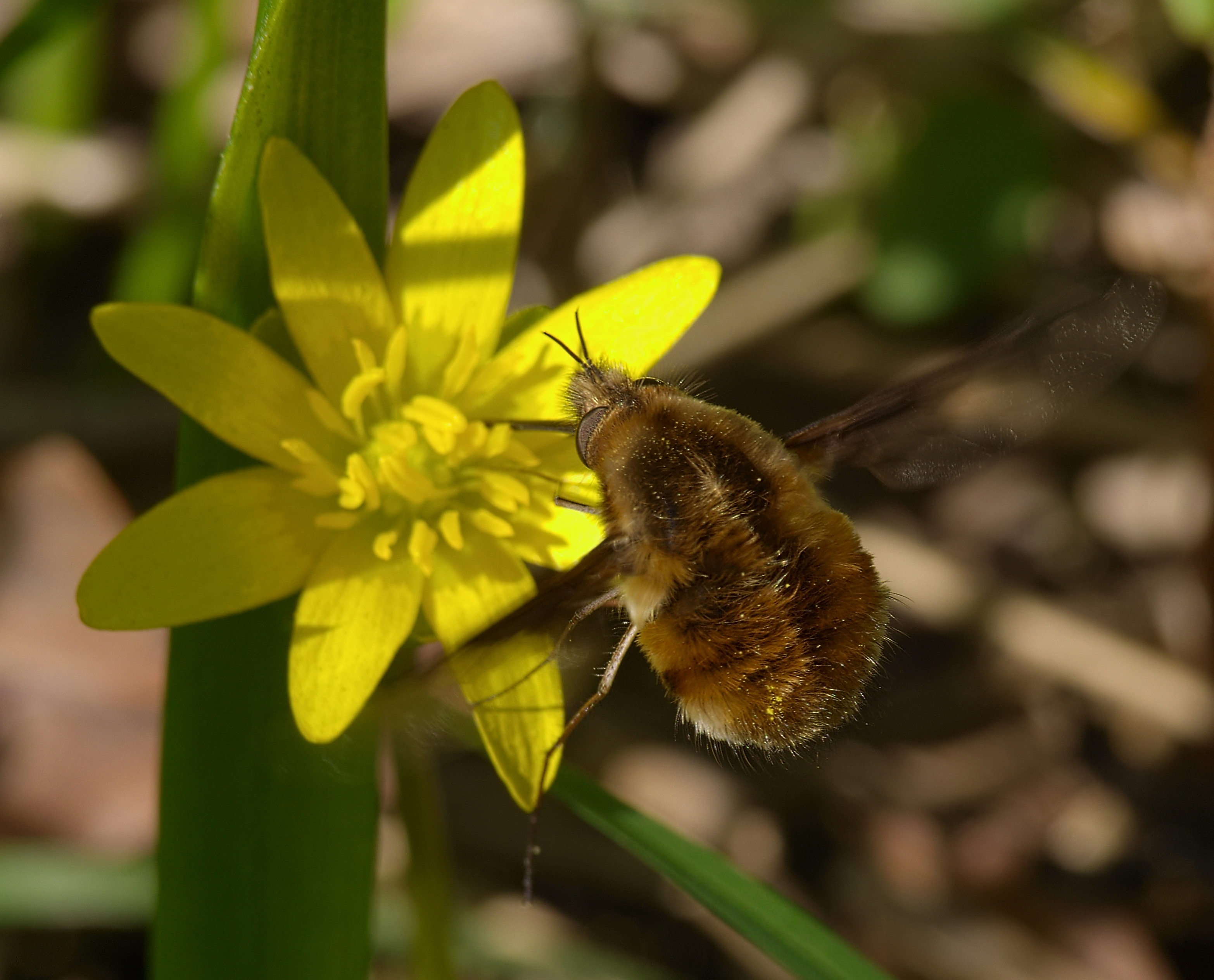
پرواز کردن
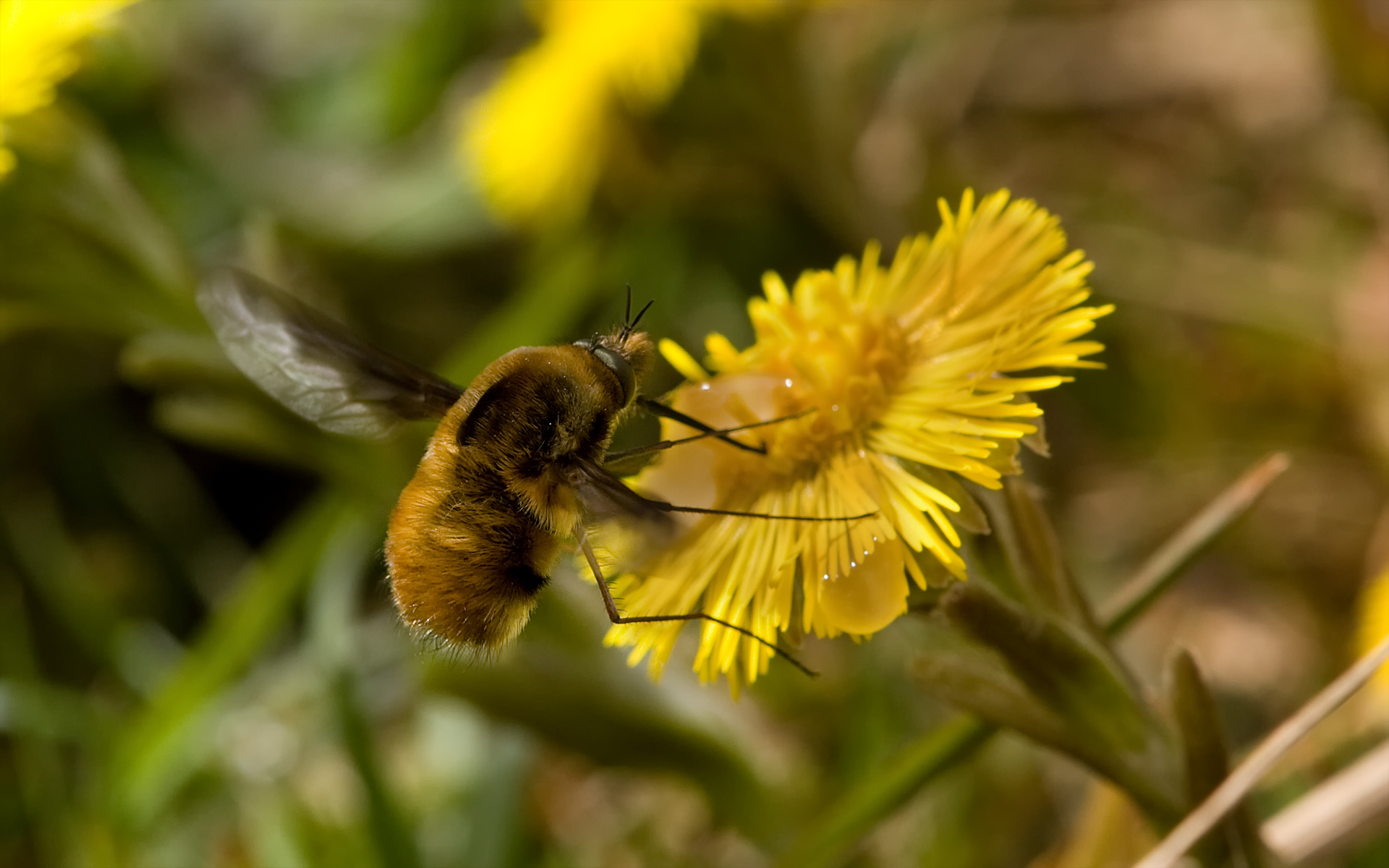
روی گل
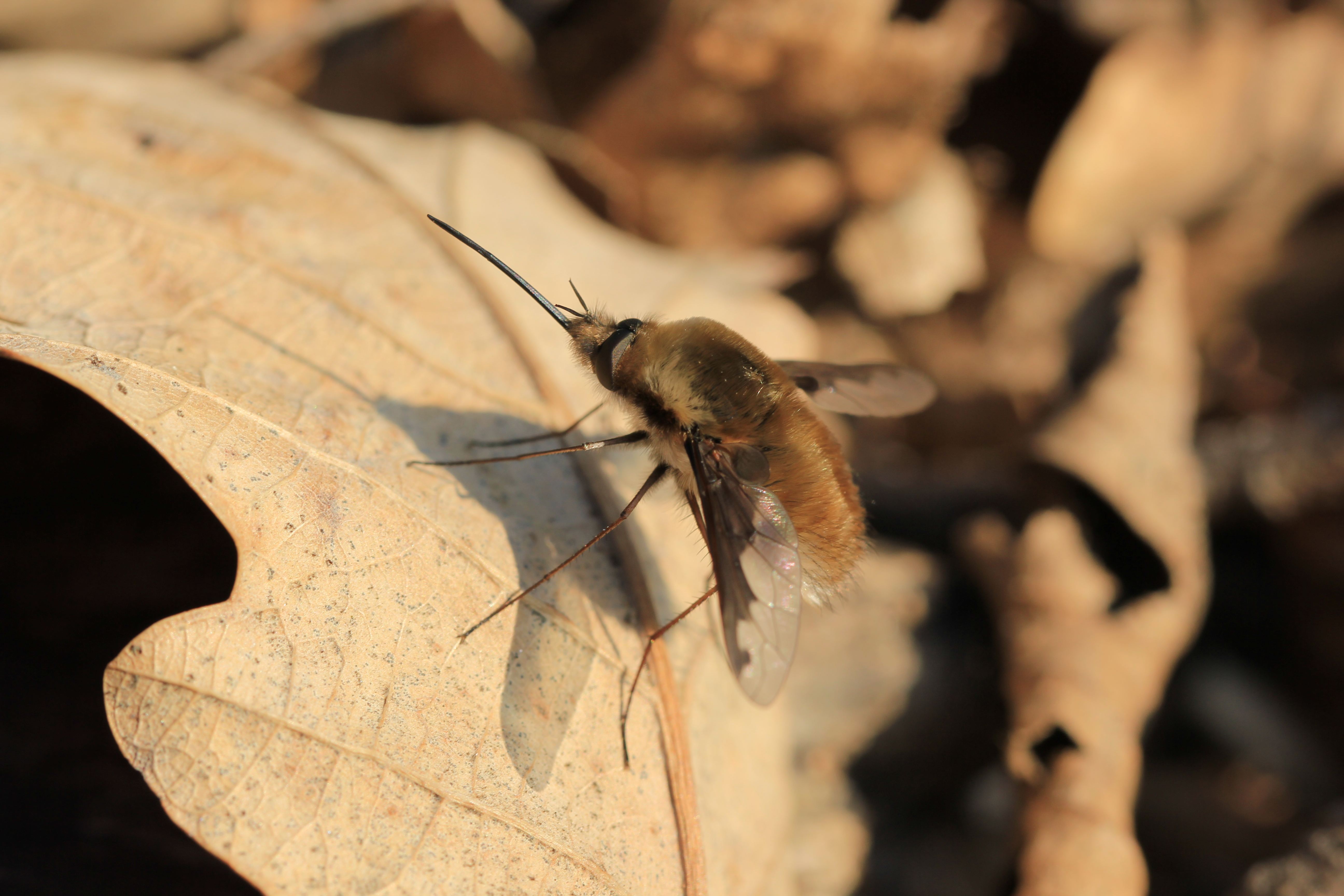
در مقابل آفتاب
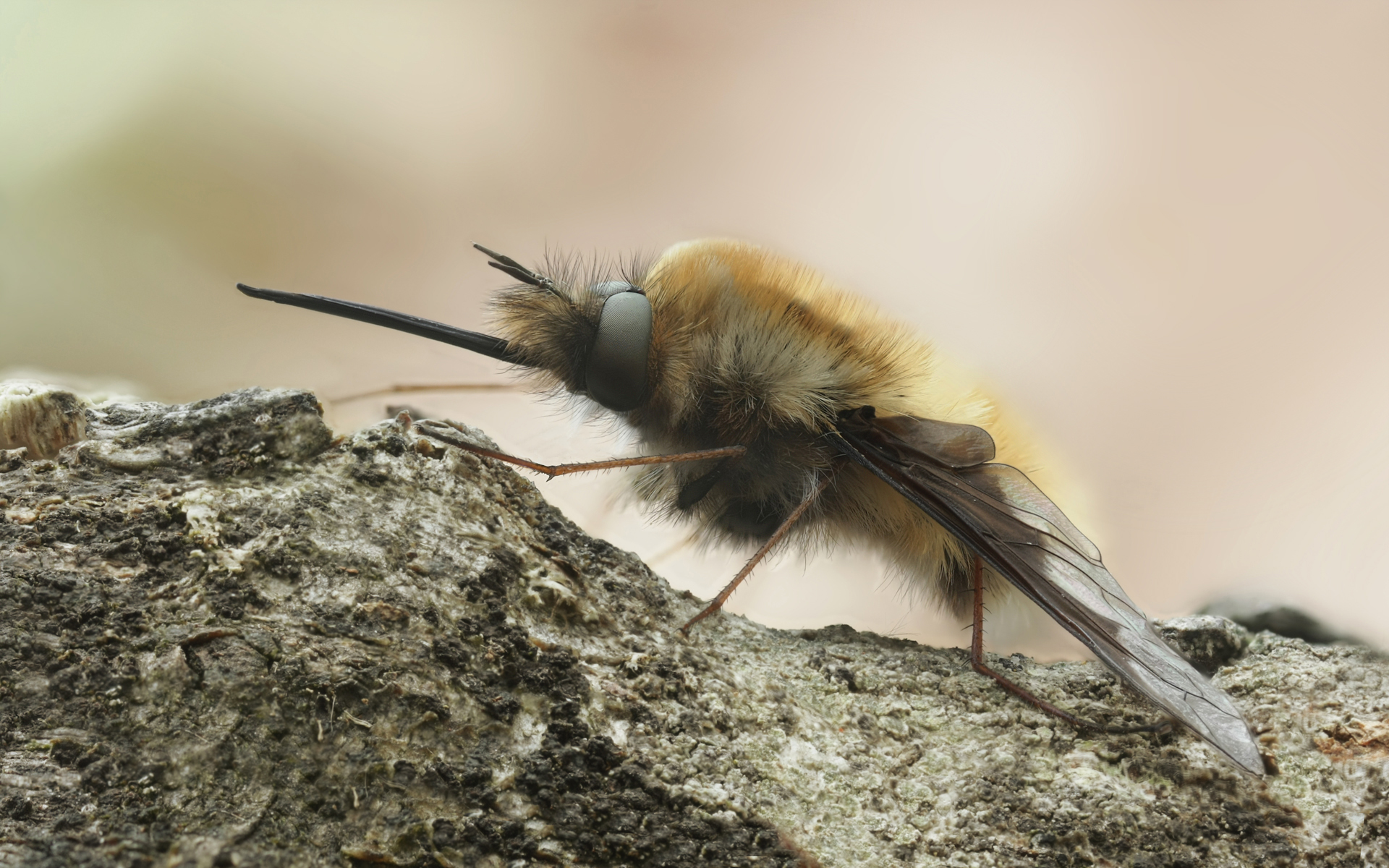
در حال استراحت
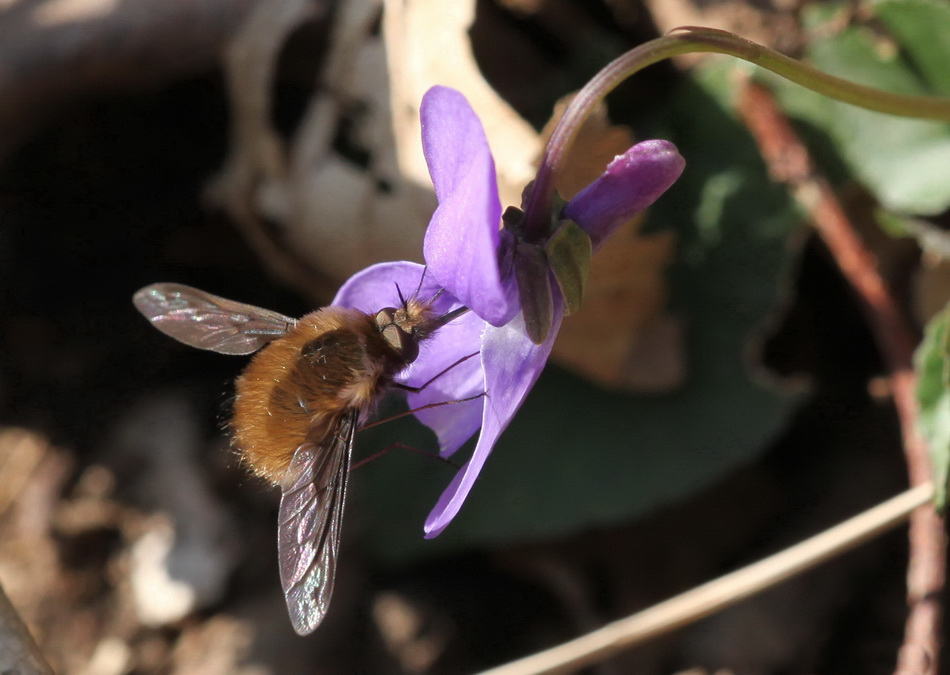
روی گل